# 寧龍客語
寧龍客語，或稱客家語寧龍片，是漢藏語系漢語族客家語的一個支系，主要分佈在中國江西省東南部。

## 劃分與特點
對於客家語的劃分一般有兩個版本，而兩個版本的寧龍片方言點皆不盡相同。

### 1987年版《中国语言地图集》
中国社科院和澳大利亚人文科学院合编的1987年版《中国语言地图集》将中國客家語分成八個大片，寧龍片為其中之一。
在江西省3個大片當中，寧龍片的特點是還保留入聲韻尾，一般沒有于桂片普遍的鼻化韻。此片分佈在江西省南部的寧都、興國、石城、瑞金、會昌、安遠、尋烏、信豐、定南、龍南、全南、廣昌、永豐等13個縣市境內。

### 2007年《客家方言的分區》
謝留文、黃雪貞在《客家方言的分區》將中國客家語分成八個大片，而寧龍片主要分佈在寧都、石城、全南、龍南、定南、尋烏、永豐等7個縣市。此片的特點是古合口二等字沒有[u]介音，如“瓜”讀作[ka]、“關”讀作[kan]。